# Teleradiologie
Teleradiologie ist ein Vorgang, bei dem radiologische Untersuchungen ohne Anwesenheit eines im Strahlenschutz fachkundigen Arztes durchgeführt werden. Das Bildmaterial wird stattdessen über eine Telekommunikationseinrichtung an einen entfernten Ort übertragen, wo der Radiologe sie beurteilt. Zur Übertragung werden in der Regel DICOM-Protokolle verwendet.
In Deutschland sind teleradiologische Einrichtungen und Leistungen nach dem Strahlenschutzgesetz (bzw. früher nach der Röntgenverordnung) genehmigungspflichtig. Da für die Anwendung ionisierender Strahlung eine rechtfertigende Indikation erforderlich ist, die nur ein fachkundiger Arzt im unmittelbaren Kontakt mit dem Patienten stellen kann, sollen solche Genehmigungen die Ausnahme bleiben, beispielsweise für dringende Untersuchungen in kleinen Krankenhäusern nachts und an Wochenenden.
Die verwendeten Geräte, Leitungen und Übertragungsprotokolle müssen das Medizinproduktegesetz und DIN 6868-159 einhalten. §14 StrSchG und §123 der Strahlenschutzverordnung legen weitere Einzelheiten fest. Ein Arzt mit Kenntnissen im Strahlenschutz muss persönlich anwesend sein und die Informationen erheben, nach denen dann der fachkundige Teleradiologe telefonisch die Indikation stellt. Vor Ort kann dies beispielsweise der diensthabende Chirurg mit Kenntniskurs sein (Im Strahlenschutzrecht sind „Kenntnisse“ nicht gleichwertig mit „Fachkunde“.). Die Untersuchung darf nur durch MTRA durchgeführt werden.
Bei Telekonsultationen ist der verantwortliche Radiologe am Ort der Durchführung, holt aber bei schwierig zu diagnostizierenden oder zweifelhaften Fällen zur Befundung eine weitere Meinung ein, beispielsweise die eines Spezialisten an einer Universitätsklinik. Es gibt für solche Kooperationen keine besonderen gesetzlichen Vorschriften, sie richten sich nach dem ärztlichen Berufsrecht. In Deutschland sind radiologische Zweitmeinungen keine Versicherungsleistung.

## Telesonografie
Ein spezielles Anwendungsfeld der Teleradiologie ist die Telesonografie. Dabei wird eine Ultraschalluntersuchung durch eine unerfahrene Person vor Ort durchgeführt, während ein entfernter Experte den Untersuchungsablauf in Echtzeit über eine audiovisuelle Verbindung anleitet und diagnostische Hinweise gibt.
Diese Methode wurde bereits in verschiedenen anspruchsvollen Einsatzumgebungen erprobt – unter anderem in einem Rettungshubschrauber, auf der Internationale Raumstation sowie am Mount Everest.
Im Jahr 2018 wurde im Rahmen eines Pilotprojekts unter Beteiligung der Bundeswehr die technische und medizinische Machbarkeit der Telesonografie über große Entfernungen erfolgreich demonstriert. Dabei wurden hochauflösende Ultraschallbilder in Echtzeit über gesicherte Datenleitungen zwischen mehreren sanitätsdienstlichen Standorten übertragen. Der Experte konnte über Video- und Audioverbindung die Untersuchung direkt anleiten und die Bildgebung bewerten, auch wenn die vor Ort Untersuchenden nur wenig Erfahrung mit Ultraschall hatten. Dabei wurden hochauflösende Ultraschallbilder in Echtzeit über gesicherte Datenleitungen zwischen mehreren sanitätsdienstlichen Standorten übertragen. Der Experte konnte über Video- und Audioverbindung die Untersuchung direkt anleiten und die Bildgebung bewerten, auch wenn die vor Ort Untersuchenden nur wenig Erfahrung mit Ultraschall hatten.
Die Telesonografie ermöglicht damit den ortsunabhängigen Zugriff auf sonografische Fachkompetenz – insbesondere in schwer zugänglichen oder infrastrukturell unterversorgten Regionen – und trägt zugleich zur praktischen Aus- und Weiterbildung medizinischen Personals bei.

## Übertragene Datenmengen
| Verfahren      | Typische Bildauflösung | Kilobyte pro Bild (verlustfrei komprimiert) | Bilder pro Untersuchung | Megabyte pro Untersuchung |
| -------------- | ---------------------- | ------------------------------------------- | ----------------------- | ------------------------- |
| Röntgen Thorax | 2048 × 2400 × 16       | ca. 1600                                    | 1 oder 2                | 1,6 oder 3,2              |
| CT             | 512 × 512 × 16         | 200                                         | 500 bis 1000            | 100 bis 200               |
| MRT            | 256 × 256 × 8          | 20                                          | 50 bis 200              | 1 bis 4                   |